# علیرضا بدیع
علیرضا بدیع (زادهٔ ۱۳۶۴ خورشیدی در نیشابور) ترانه‌سرا، شاعر معلم و مجری ایرانی است که شاعری را از دانش‌آموزی (سال ۱۳۷۶) آغاز کرد. او حضوری فعال در جشنواره‌ها داشته که مهم‌ترین آن‌ها رتبۀ دوم جشنوارۀ بین‌المللی شعر فجر بوده‌است. وی با خوانندگانی چون سالار عقیلی، حسام‌الدین سراج، محمد معتمدی و قاسم افشار همکاری مشترک داشته‌است. بدیع پس از سرودن ماه و ماهی که اولین اثر مشترکش با حجت اشرف‌زاده بود، به شهرت رسید. وی در حال حاضر از استادان موسسه ماز است.

## شعر و ترانه
- حبسیه‌های یک ماهی: اولین مجموعه شعر او که در دوران دانش‌آموزی سروده شده و نامزد دریافت «جایزۀ شعر خبرنگاران» بوده‌است. این مجموعه سال ۱۳۸۴ منتشر شد.[۲]
- از پنجره‌های بی‌پرنده: دومین مجموعه شعر که سال ۱۳۸۷ منتشر و نامزد «جایزۀ کتاب سال شعر جوان» شد.[۲]
- گنجشک‌های معبد انجیر: سال ۱۳۸۸ منتشر شد.[۲]
- چلهٔ تاک: مجموعه اشعار عاشقانه که سال ۱۳۸۹ منتشر شد و در دورهای ۲۹ و ۳۰ نمایشگاه بین‌المللی کتاب تهران در فهرست پرفروش‌ترین‌های شعر نمایشگاه قرار گرفت و در سال ۱۳۹۵ کماکان جزو فهرست پرفروش‌های سال بود.[۳]
- همواره عشق: عاشقانه‌های معاصر؛ این کتاب درواقع گزیده اشعار شاعرانه دیگر شاعران در ۴دهه اخیر است که توسط بدیع گردآوری شده‌است.[۴]
- شجره‌نامهٔ یک جن: سال ۱۳۹۳ منتشر شد. در مراسم رونمایی از این اثر، محمدعلی بهمنی، سعید بیابانکی و ابراهیم اسماعیلی حاضر شده و به نقد و بررسی اشعار وی پرداختند.[۵]
- ماه و ماهی: گزیدۀ اشعار علیرضا بدیع که سال ۱۳۹۶ منتشر شد و بیشتر دربرگیرندۀ اشعار سروده شده طی سال‌های ۹۲ تا ۹۵ است.[۶]

### تصنیف‌ها و ترانه‌ها
تصنیف ماه و ماهی از مجموعه شعر «شجره‌نامهٔ یک جن» منجر به شهرت شاعر (علیرضا بدیع) و خوانندهٔ اثر (حجت اشرف‌زاده) شد. این تصنیف در چند مقالهٔ پژوهشی ادبیات و روان‌شناسی مورد بررسی قرار گرفت بدیع درمورد این ترانه گفته‌است:

 در سال ۸۷ که شعر ماه و ماهی را نوشتم حال و هوای خاصی داشتم. در نیشابور زندگی می‌کردم و با آقای اشرف‌زاده در کوچه‌های نیشابور قدم می‌زدیم و حال و هوای هر دوتایمان خیلی شاعرانه بود. شعر را در یک حجره فیروزه‌تراشی نوشتم و حجت هم حضور داشت و قسمت شد که خودش آن را بخواند. 
همچنین از برخی ترانه‌های علیرضا بدیع در تیتراژ پایانی مجموعه‌های تلویزیونی نظیر سریال یادداشت‌های یک زن خانه‌دار استفاده شده‌است.
از دیگر آثار وی می‌توان به «خش خش صدای پای خزان است» با اجرای حجت اشرف‌زاده، «دلبر داشتی» با اجرای مهدی یغمایی و «راه رهایی (وطن)» با صدای حسام‌الدین سراج اشاره کرد.

## اجرا در تلویزیون
بدیع اولین فعالیت اجرای خود در صدا و سیما را در سال ۱۳۸۶ و با برنامه «سبز، آبی مهر» در شبکه شبکه استانی خراسان رضوی تجربه کرد، سپس به «سایه‌سار ادب»، «هنر پنجم»، «قند پارسی» و «چشم شب روشن» راه یافت.
او هم‌اکنون یکی از اعضای شورای شعر و ترانه صدا و سیما نیز هست.

## مهم‌ترین جوایز و مقام‌ها
- مقام اول در هفتمین و هشتمین دوره کنگره سراسری شعر و داستان جوان بندرعباس (۱۳۸۶ و ۱۳۸۹)[۱۰]
- مقام دوم و سرو بلورین از سومین دوره جشنواره بین‌المللی شعر فجر (۱۳۸۷)[۲]
- عنوان شاعر برتر از هفتمین جشنواره سراسری شعر و داستان حوزه هنری تهران (۱۳۸۸)[۱۱]
- عنوان جوان برتر و شاعر منتخب از جشنواره ملی جوانان ایران زمین (۱۳۹۱)[۱۲]
- رتبه سوم جایزه سالیانه بنیاد فرهنگی ژاله اصفهانی در سال ۲۰۱۳[۱۳]

## حاشیه‌ها
در فروردین ماه ۱۳۹۷ تعدادی از شاعران بیانیه‌ای علیه حمید هیراد صادر، و نسبت به تضییع حقوق مؤلفین توسط وی اعتراض کردند. علیرضا بدیع نیز که از پیشگامان این اعتراض (در برنامه تلویزیونی «چشم شب روشن») بود، این بیانیه را رسانه‌ای کرد. نهایتاً اعتراض شاعران با عذرخواهی رسمی حمید هیراد و توافق احقاق حق شاعران پایان یافت و بدیع از نتیجه آن اظهار رضایت کرد.